# Himilkon

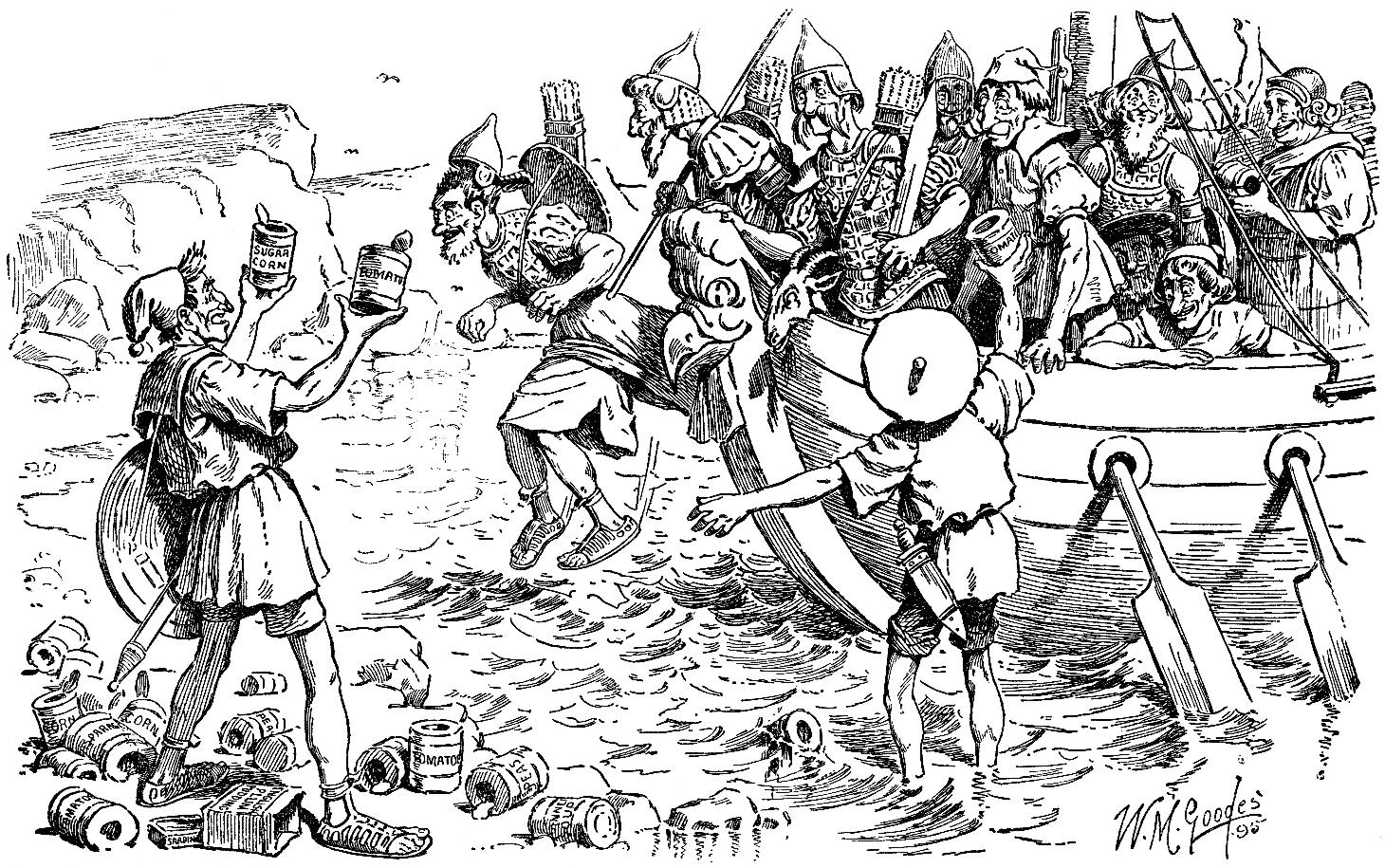
Odkrycie cyny w Brytanii przez żeglarzy fenickich (ilustracja satyryczna)

Himilkon lub Himilko – kartagiński żeglarz i odkrywca, żyjący w czasach szczytu potęgi Kartaginy na przełomie VI i V wieku p.n.e.
Himilkon jest pierwszym znanym odkrywcą z obszaru Morza Śródziemnego, który dopłynął do północno-zachodnich wybrzeży Europy. Jego relacja z podróży nie zachowała się, jednakże jest cytowana przez rzymskich autorów. Najstarszym odniesieniem do podróży Himilkona jest wzmianka w dziele Naturalis Historia rzymskiego historyka Pliniusza Starszego. Himilkon jest cytowany trzy razy przez rzymskiego geografa i poetę Awienusa, autora Ora Maritima, pierwszego znanego opisu atlantyckich wybrzeży zachodniej Europy.
Wyprawa Himilkona miała miejsce między 510 a 480 rokiem p.n.e. i trwała ok. 4 miesiące. Himilkon poprowadził wyprawę w kierunku północnym, wzdłuż atlantyckiego wybrzeża dzisiejszej Hiszpanii, Portugalii i Francji. Dotarł do Półwyspu Bretońskiego i prawdopodobnie do Półwyspu Kornwalijskiego (południowo-zachodnia Wielka Brytania).
Himilkon opisał swoje podróże jako przerażające doświadczenie, często powtarzane relacje o potworach morskich, ciemnościach, mgłach i wodorostach, wyglądają na celowe i mające w zamyśle odstraszać potencjalnych greckich konkurentów od rywalizacji na nowych szlakach handlowych.
Kartagińskie relacje o morskich potworach były jednym ze źródeł mitów zniechęcających do żeglugi na Atlantyku.